# San Zenone al Po
San Zenone al Po ist eine Gemeinde (comune) mit 576 Einwohnern (Stand 31. Dezember 2023) in der südwestlichen Lombardei, im Norden Italiens. Die Gemeinde liegt etwa 18,5 Kilometer ostsüdöstlich von Pavia in der Pavese am Nordufer des Po, in den die Olona hier mündet. Nur wenige Kilometer östlich von San Zenone al Po ist die Grenze zur Emilia-Romagna. Größere Gemeinden in der direkten Umgebung sind Stradella (ca. 5 Kilometer südwestlich) und das bereits in der Provinz Piacenza gelegene Castel San Giovanni (ca. 7 Kilometer südöstlich).

## Persönlichkeiten
- Ferdinando Rodolfi (1866–1943), Bischof von Vicenza
- Giovanni Luigi Brera (1919–1992), Sportjournalist und Schriftsteller